# 荒井保男
荒井 保男（あらい　やすお、1924年-　）は、日本の医師、随筆家、歴史家。
茨城県生まれ。1949年横浜市立医学専門学校卒。1956年「アミノ酸尿に關する研究」で横浜市立大学医学博士。1964年慶應義塾大学大学院博士課程満期退学。66年「老年期の心理学的研究」で慶大文学博士。開業の傍ら、横浜市立大学医学部講師、放送大学客員教授。飯山医院名誉院長、日本エッセイストクラブ会員。92年度日本医師会最高優功賞（学術）受賞。2004年度日本医史学会総会会長。

## 著書
- 『美しく老いる知恵 40歳からの心と体』日本経済新聞社 日経ヘルスブックス 1981
- 『医の名言』中央公論社 1995、「医の名言 生きる糧となる45の言葉」中公文庫 1999
- 『続・医の名言』中央公論社 1998
- 『ドクトル・シモンズ 横浜医学の源流を求めて』有隣堂 2004
- 『生きる糧となる 医の名言』中央公論新社 2006
- 『日本近代医学の黎明(あけぼの)  横浜医療事始め』中央公論新社 2011

### 共編著
- 『医師の人権・患者の人権 明日の医療制度のために』編著 青村出版社 1972
- 『老人の心理と教育』宮川知彰共編著 放送大学教育振興会 1991
- 『老年心理学』星薫共編著 放送大学教育振興会 1994

### 翻訳
- Erdman Palmore 著編『正常な老化』菊屋書房 1976

## 論文
- Cinii

## 注
1. ↑  『日本近代医学の黎明』著者紹介